# Marciano Sanca
Marciano Sanca Tchami (Bissau, 3 marzo 2004) è un calciatore guineense, attaccante del Betis Deportivo, in prestito dall'Almería e della nazionale guineense.

## Carriera

### Club
Nato a Bissau, ha iniziato a giocare in patria con la MEPO Academy, per poi passare nel 2019 in Portogallo dove ha vestito le maglie di Gil Vicente e Leixões. Il 21 gennaio 2022 è stato acquistato dall'Almería con cui ha firmato un contratto fino al 2024 con clausola rescissoria fissata a 40 milioni di euro. Ha debuttato con la squadra B due giorni dopo segnando una doppietta nell'incontro di Tercera División RFEF vinto 4-0 contro l'Intergym Melilla. Ha chiuso la sua prima stagione in Spagna con uno score di 6 gol in 18 incontri. La stagione successiva si è confermato sugli stessi livelli dei sei mesi precedenti, realizzando 15 reti in 29 incontri e guadagnandosi alcune convocazioni in prima squadra.
Nell'estate del 2023 è stato promosso in prima squadra, ma un infortunio lo ha tenuto fermo fino a settembre. Il 6 ottobre ha fatto il suo esordio ufficiale con l'Almería nella trasferta di Primera División persa 3-0 contro l'Athletic Bilbao.

### Nazionale
Il 4 ottobre 2023 è stato convocato per disputare due amichevoli contro Guinea e Togo. Ha debuttato il 17 novembre subentrando a Mama Samba Baldé nell'incontro di qualificazione per il Campionato mondiale 2026 pareggiato 1-1 contro il Burkina Faso.

## Statistiche

### Presenze e reti nei club
Statistiche aggiornate al 17 novembre 2022.
| Stagione        | Squadra         | Campionato      | Campionato | Campionato | Coppe nazionali | Coppe nazionali | Coppe nazionali | Coppe continentali | Coppe continentali | Coppe continentali | Altre coppe | Altre coppe | Altre coppe | Totale | Totale | Totale |
| Stagione        | Squadra         | Comp            | Pres       | Reti       | Comp            | Pres            | Reti            | Comp               | Pres               | Reti               | Comp        | Pres        | Reti        | Pres   | Reti   |        |
| --------------- | --------------- | --------------- | ---------- | ---------- | --------------- | --------------- | --------------- | ------------------ | ------------------ | ------------------ | ----------- | ----------- | ----------- | ------ | ------ | ------ |
| 2021-2022       | Almería         | TDR             | 18         | 6          |                 | -               | -               |                    | -                  | -                  |             | -           | -           | 18     | 6      |        |
| 2022-2023       | Almería         | TF              | 29         | 15         |                 | -               | -               |                    | -                  | -                  |             | -           | -           | 29     | 15     |        |
| 2023-2024       | Almería         | PD              | 5          | 0          | CR              | 1               | 0               |                    | -                  | -                  |             | -           | -           | 6      | 0      |        |
| Totale carriera | Totale carriera | Totale carriera | 52         | 21         |                 | 1               | 0               |                    | -                  | -                  |             | -           | -           | 53     | 21     |        |

### Cronologia presenze e reti in nazionale
| Cronologia completa delle presenze e delle reti in nazionale ― Guinea-Bissau | Cronologia completa delle presenze e delle reti in nazionale ― Guinea-Bissau | Cronologia completa delle presenze e delle reti in nazionale ― Guinea-Bissau | Cronologia completa delle presenze e delle reti in nazionale ― Guinea-Bissau | Cronologia completa delle presenze e delle reti in nazionale ― Guinea-Bissau | Cronologia completa delle presenze e delle reti in nazionale ― Guinea-Bissau | Cronologia completa delle presenze e delle reti in nazionale ― Guinea-Bissau | Cronologia completa delle presenze e delle reti in nazionale ― Guinea-Bissau |
| Data                                                                         | Città                                                                        | In casa                                                                      | Risultato                                                                    | Ospiti                                                                       | Competizione                                                                 | Reti                                                                         | Note                                                                         |
| ---------------------------------------------------------------------------- | ---------------------------------------------------------------------------- | ---------------------------------------------------------------------------- | ---------------------------------------------------------------------------- | ---------------------------------------------------------------------------- | ---------------------------------------------------------------------------- | ---------------------------------------------------------------------------- | ---------------------------------------------------------------------------- |
| 17-11-2023                                                                   | Marrakech                                                                    | Burkina Faso                                                                 | 1 – 1                                                                        | Guinea-Bissau                                                                | Qual. Mondiali 2026                                                          | -                                                                            | 68’                                                                          |
| 18-1-2024                                                                    | Abidjan                                                                      | Guinea Equatoriale                                                           | 4 – 2                                                                        | Guinea-Bissau                                                                | Coppa d'Africa 2023 - 1º turno                                               | -                                                                            | 63’                                                                          |
| 22-1-2024                                                                    | Abidjan                                                                      | Guinea-Bissau                                                                | 0 – 1                                                                        | Nigeria                                                                      | Coppa d'Africa 2023 - 1º turno                                               | -                                                                            | 46’                                                                          |
| 22-3-2024                                                                    | Tétouan                                                                      | Sudan                                                                        | 1 – 0                                                                        | Guinea-Bissau                                                                | Amichevole                                                                   | -                                                                            | 88’                                                                          |
| 25-3-2024                                                                    | Tétouan                                                                      | Sudan                                                                        | 1 – 2                                                                        | Guinea-Bissau                                                                | Amichevole                                                                   | -                                                                            | 85’                                                                          |
| Totale                                                                       |                                                                              | Presenze                                                                     | 5                                                                            |                                                                              | Reti                                                                         | 0                                                                            |                                                                              |